# Eucosmophyes icelitodes
Eucosmophyes icelitodes är en fjärilsart som beskrevs av Diakonoff 1982. Eucosmophyes icelitodes ingår i släktet Eucosmophyes och familjen vecklare. Inga underarter finns listade i Catalogue of Life.